# أوغوستا (مين)
أوغوستا (بالإنجليزية: Augusta)‏ مدينة أمريكية وعاصمة ولاية مين. أوغوستا هي المركز السكاني لولاية مين حيث يقدر عدد سكانها بـ 19,136 نسمة حسب تعداد عام 2010. تعتبر أوغوستا ثالث أصغر عاصمة ولاية من حيث السكان بعد مونبلييه، فيرمونت وبيير، داكوتا الجنوبية وهي تاسع أكبر مدينة في ولاية ماين. تقع أوغستا على نهر كينبيك على رأس المد، وهي موطن لجامعة مين في أوغوستا. أوغستا هي أيضا المدينة الرئيسية في أوغستا-واترفيل، مي منطقة العاصمة ميكروبوليتان.

## التركيبة السكانية
حدّد مكتب تعداد الولايات المتحدة بيانات التركيبة السكانية لأوغوستا في تعداد الولايات المتحدة. في ما يلي، التركيبة السكانية حسب تعدادي 2000 و 2010.

### تعداد عام 2000
بلغ عدد سكان أوغوستا 18,560 نسمة بحسب تعداد عام 2000، وبلغ عدد الأسر 8,565 أسرة وعدد العائلات 4,610 عائلة مقيمة في المدينة. في حين سجلت الكثافة السكانية 123.5 نسمة لكل كيلومتر مربع (319.9/ميل2). وبلغ عدد الوحدات السكنية 9,480 وحدة بمتوسط كثافة قدره 63.1 لكل كيلومتر مربع (163.4/ميل2).
وتوزع التركيب العرقي للمدينة بنسبة 96.21% من البيض و 0.50% من الأمريكيين الأفارقة و 0.48% من الأمريكيين الأصليين و 1.35% من الأمريكيين ذوي الأصول الآسيوية و 0.01% من سكان جزر المحيط الهادئ و 0.16% من الأعراق الأخرى و 1.30% من عرقين مختلطين أو أكثر و 0.86% من الهسبانيون أو اللاتينيون من أي عرق.
بلغ عدد الأسر 8,565 أسرة كانت نسبة 25.9% منها لديها أطفال تحت سن الثامنة عشر تعيش معهم، وبلغت نسبة الأزواج القاطنين مع بعضهم البعض 39.1% من أصل المجموع الكلي للأسر، ونسبة 10.9% من الأسر كان لديها معيلات من الإناث دون وجود شريك، بينما كانت نسبة 3.8% من الأسر لديها معيلون من الذكور دون وجود شريكة وكانت نسبة 46.2% من غير العائلات. تألفت نسبة 38.3% من أصل جميع الأسر من عدة أفراد يعيشون في نفس المنزل ونسبة 14.2% كانت تتألف من شخص يعيش بمفرده يبلغ من العمر 65 عاماً أو أكثر. وبلغ متوسط حجم الأسرة المعيشية 2.10، أما متوسط حجم العائلات فبلغ 2.77.
بلغ العمر الوسطي للسكان 40.3 عاماً. وكانت نسبة 20.4% من القاطنين تحت سن الثامنة عشر، وكانت نسبة 8.3% بين الثامنة عشر والرابعة والعشرين عاماً، ونسبة 27.5% كانت واقعةً في الفئة العمرية ما بين الخامسة والعشرين والرابعة والأربعين عاماً، ونسبة 24.4% كانت ما بين الخامسة والأربعين والرابعة والستين، ونسبة 16.1% كانت ضمن فئة الخامسة والستين عاماً فما فوق. يوجد لكل 100 أنثى 89.6 ذكر، ويوجد لكل 100 أنثى في الثامنة عشر من عمرها فما فوق 87.1 ذكر.
بلغ متوسط دخل الأسرة في المدينة 29,921 دولارًا، أما متوسط دخل العائلة فبلغ 42,230 دولارًا. وكان متوسط دخل الذكور 31,209 دولارًا مقابل 22,548 دولارًا للإناث. وسجل دخل الفرد الخاص بالمدينة 19,145 دولارًا. وكانت نسبة 11.4% من العائلات ونسبة 15% من السكان تحت خط الفقر، وكان من هؤلاء نسبة 19.6% تحت سن الثامنة عشر ونسبة 9.8% في الخامسة والستين من العمر وما فوق.

### تعداد عام 2010
بلغ عدد سكان أوغوستا 19,136 نسمة بحسب تعداد عام 2010، وبلغ عدد الأسر 8,802 أسرة وعدد العائلات 4,490 عائلة مقيمة في المدينة. في حين سجلت الكثافة السكانية 127.3 نسمة لكل كيلومتر مربع (329.7/ميل2). وبلغ عدد الوحدات السكنية 9,756 وحدة بمتوسط كثافة قدره 64.9 لكل كيلومتر مربع (168.1/ميل2).
وتوزع التركيب العرقي للمدينة بنسبة 94.07% من البيض و1.05% من الأمريكيين الأفارقة و0.66% من الأمريكيين الأصليين و1.52% من الأمريكيين ذوي الأصول الآسيوية و0.05% من سكان جزر المحيط الهادئ و0.36% من الأعراق الأخرى و2.29% من عرقين مختلطين أو أكثر و1.78% من الهسبانيون أو اللاتينيون من أي عرق.
بلغ عدد الأسر 8,802 أسرة كانت نسبة 23% منها لديها أطفال تحت سن الثامنة عشر تعيش معهم، وبلغت نسبة الأزواج القاطنين مع بعضهم البعض 35.2% من أصل المجموع الكلي للأسر، ونسبة 11.8% من الأسر كان لديها معيلات من الإناث دون وجود شريك، بينما كانت نسبة 4% من الأسر لديها معيلون من الذكور دون وجود شريكة وكانت نسبة 49% من غير العائلات. تألفت نسبة 39.8% من أصل جميع الأسر من عدة أفراد يعيشون في نفس المنزل ونسبة 13.7% كانت تتألف من شخص يعيش بمفرده يبلغ من العمر 65 عاماً أو أكثر. وبلغ متوسط حجم الأسرة المعيشية 2.08، أما متوسط حجم العائلات فبلغ 2.76.
بلغ العمر الوسطي للسكان 43.2 عاماً. وكانت نسبة 18.3% من القاطنين تحت سن الثامنة عشر، وكانت نسبة 8.3% بين الثامنة عشر والرابعة والعشرين عاماً، ونسبة 25.9% كانت واقعةً في الفئة العمرية ما بين الخامسة والعشرين والرابعة والأربعين عاماً، ونسبة 29.4% كانت ما بين الخامسة والأربعين والرابعة والستين، ونسبة 18% كانت ضمن فئة الخامسة والستين عاماً فما فوق. وتوزع التركيب الجنسي للسكان بنسبة 48.6% ذكور و 51.4% إناث.

## المناخ
يظهر الجدول التالي التغييرات المناخية على مدار السنة لأوغوستا:
| البيانات المناخية لـأوغوستا         | البيانات المناخية لـأوغوستا | البيانات المناخية لـأوغوستا | البيانات المناخية لـأوغوستا | البيانات المناخية لـأوغوستا | البيانات المناخية لـأوغوستا | البيانات المناخية لـأوغوستا | البيانات المناخية لـأوغوستا | البيانات المناخية لـأوغوستا | البيانات المناخية لـأوغوستا | البيانات المناخية لـأوغوستا | البيانات المناخية لـأوغوستا | البيانات المناخية لـأوغوستا | البيانات المناخية لـأوغوستا |
| الشهر                               | يناير                       | فبراير                      | مارس                        | أبريل                       | مايو                        | يونيو                       | يوليو                       | أغسطس                       | سبتمبر                      | أكتوبر                      | نوفمبر                      | ديسمبر                      | المعدل السنوي               |
| ----------------------------------- | --------------------------- | --------------------------- | --------------------------- | --------------------------- | --------------------------- | --------------------------- | --------------------------- | --------------------------- | --------------------------- | --------------------------- | --------------------------- | --------------------------- | --------------------------- |
| الدرجة القصوى °ف (°م)               | 61 (16)                     | 60 (16)                     | 84 (29)                     | 90 (32)                     | 94 (34)                     | 98 (37)                     | 99 (37)                     | 100 (38)                    | 96 (36)                     | 85 (29)                     | 74 (23)                     | 67 (19)                     | 100 (38)                    |
| متوسط درجة الحرارة الكبرى °ف (°م)   | 27.6 (−2.4)                 | 31.8 (−0.1)                 | 40.4 (4.7)                  | 53.1 (11.7)                 | 65.2 (18.4)                 | 73.8 (23.2)                 | 79.2 (26.2)                 | 78.0 (25.6)                 | 69.6 (20.9)                 | 57.2 (14.0)                 | 45.2 (7.3)                  | 33.5 (0.8)                  | 54.6 (12.6)                 |
| المتوسط اليومي °ف (°م)              | 19.3 (−7.1)                 | 23.2 (−4.9)                 | 31.9 (−0.1)                 | 43.9 (6.6)                  | 54.9 (12.7)                 | 64.0 (17.8)                 | 69.5 (20.8)                 | 68.3 (20.2)                 | 60.0 (15.6)                 | 48.4 (9.1)                  | 37.9 (3.3)                  | 26.1 (−3.3)                 | 45.6 (7.6)                  |
| متوسط درجة الحرارة الصغرى °ف (°م)   | 11.0 (−11.7)                | 14.5 (−9.7)                 | 23.4 (−4.8)                 | 34.6 (1.4)                  | 44.6 (7.0)                  | 54.2 (12.3)                 | 59.9 (15.5)                 | 58.5 (14.7)                 | 50.5 (10.3)                 | 39.6 (4.2)                  | 30.6 (−0.8)                 | 18.6 (−7.4)                 | 36.7 (2.6)                  |
| أدنى درجة حرارة °ف (°م)             | −33 (−36)                   | −23 (−31)                   | −11 (−24)                   | 9 (−13)                     | 26 (−3)                     | 36 (2)                      | 43 (6)                      | 39 (4)                      | 28 (−2)                     | 21 (−6)                     | 4 (−16)                     | −15 (−26)                   | −33 (−36)                   |
| الهطول إنش (مم)                     | 2.61 (66)                   | 2.43 (62)                   | 3.36 (85)                   | 3.78 (96)                   | 3.69 (94)                   | 3.55 (90)                   | 3.41 (87)                   | 3.31 (84)                   | 3.74 (95)                   | 4.36 (111)                  | 4.35 (110)                  | 3.24 (82)                   | 41.83 (1٬062)               |
| متوسط تساقط الثلوج إنش (سم)         | 20.0 (51)                   | 14.9 (38)                   | 15.6 (40)                   | 4.7 (12)                    | 0 (0)                       | 0 (0)                       | 0 (0)                       | 0 (0)                       | 0 (0)                       | .3 (0.76)                   | 3.5 (8.9)                   | 14.5 (37)                   | 73.5 (187.66)               |
| متوسط أيام هطول الأمطار (≥ 0.01 in) | 10.3                        | 9.1                         | 11.0                        | 11.8                        | 13.5                        | 12.9                        | 11.8                        | 10.2                        | 10.2                        | 11.4                        | 11.8                        | 11.4                        | 135.4                       |
| متوسط الأيام المثلجة (≥ 0.1 in)     | 8.6                         | 7.2                         | 6.3                         | 2.0                         | 0.1                         | 0                           | 0                           | 0                           | 0                           | 0.3                         | 2.7                         | 6.8                         | 33.7                        |
| المصدر: NOAA                        |                             |                             |                             |                             |                             |                             |                             |                             |                             |                             |                             |                             |                             |

## معرض صور

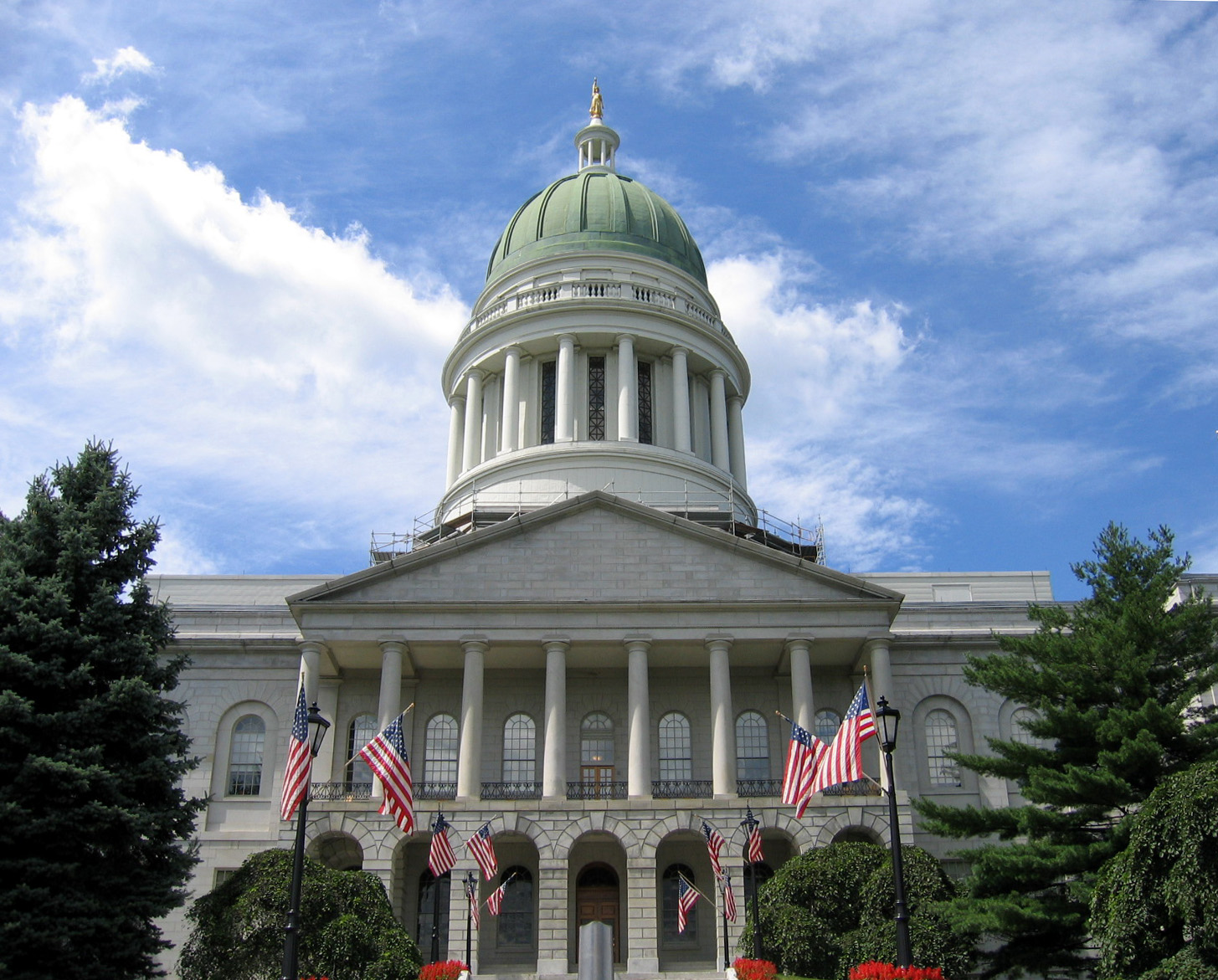

## أعلام
- غيل كان
- لويس أو. كوكس
- صموئيل غانيت
- لوت م موريل
- هوراشيو بريدغ
- ميلفيل فولر
- بين هاوسر
- جون شاندلير
- ووكر بلايني
- راشيل نيكولز
- أوليف إيليزا دانا